# Kesabpur
Kesabpur är en ort i Indien.   Den ligger i distriktet Hugli och delstaten Västbengalen, i den östra delen av landet, 1 300 km sydost om huvudstaden New Delhi. Kesabpur ligger 13 meter över havet och antalet invånare är 10 921.
Terrängen runt Kesabpur är mycket platt. Runt Kesabpur är det mycket tätbefolkat, med 1 095 invånare per kvadratkilometer. Närmaste större samhälle är Bhātpāra, 18,1 km sydost om Kesabpur. Trakten runt Kesabpur består till största delen av jordbruksmark.